# Enllaç C-Mn
Els compostos d'organomanganès (o compostos orgànics del manganès) són compostos químics que contenen un enllaç químic entre carboni (C) i manganès (Mn) (enllaç C-Mn).
La química de l'organomanganès és la ciència corresponent que explora les propietats, l'estructura i la reactivitat d'aquests compostos.
En una revisió de 2009, Cahiez et al. va argumentar que com que el manganès és barat i benigne (només el ferro funciona millor en aquests aspectes), els compostos organomanganès tenen potencial com a reactius químics, tot i que actualment no s'utilitzen àmpliament com a tal malgrat les investigacions exhaustives. Un desavantatge clau dels compostos organomanganès és que només es poden obtenir directament del metall amb dificultat.

## Síntesi

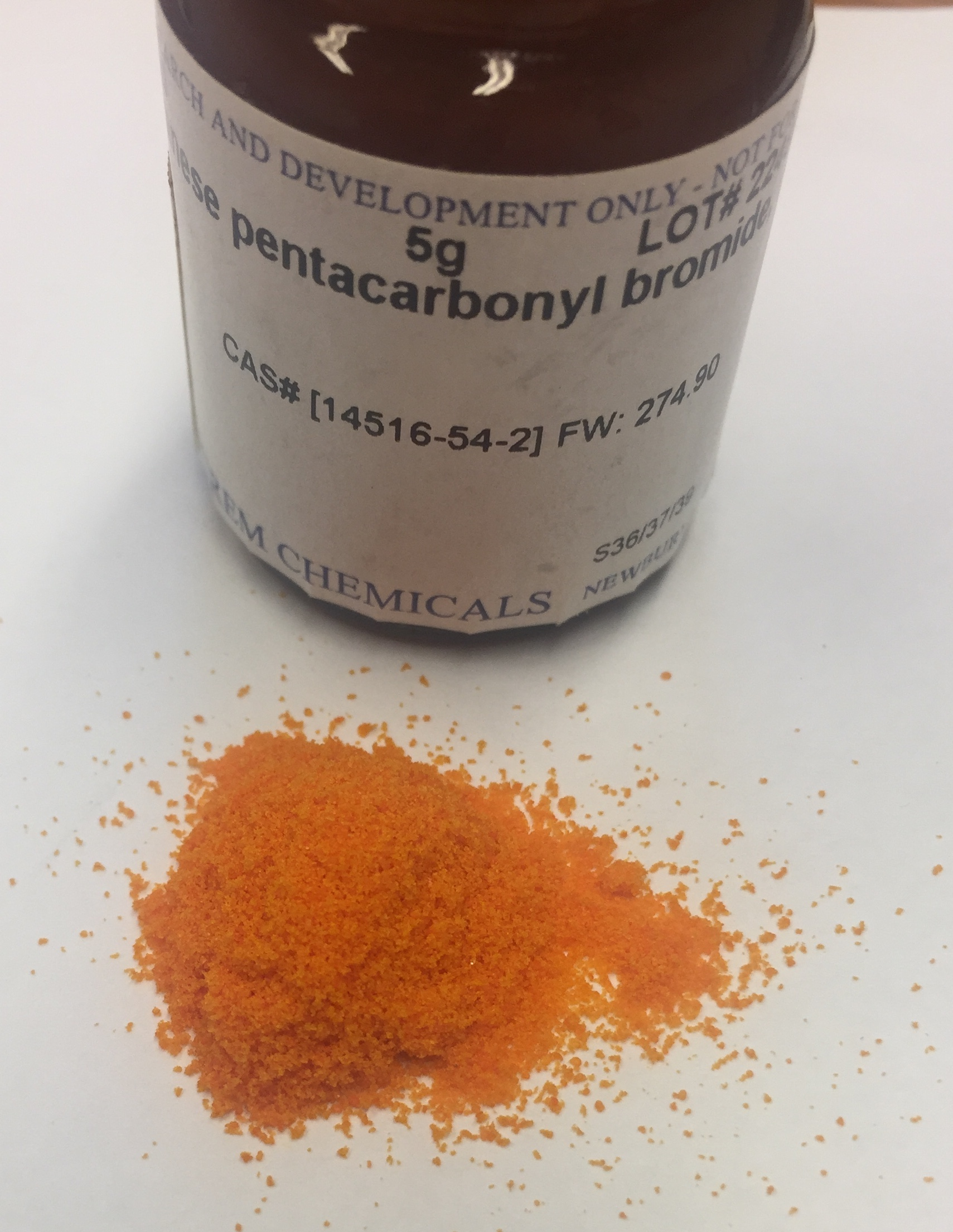
Mostra de bromur de pentacarbonil de manganès (BrMn(CO)₅)

Els primers compostos organomanganès van ser sintetitzats l'any 1937 per Gilman i Bailee que van fer reaccionar fenil-liti amb iodur de manganès(II) per formar iodur de fenilmanganès (PhMnI) i difenilmanganès (Ph₂Mn).
Existeixen mètodes generals per a la síntesi de compostos organomanganès.
Els halogenurs d'organomanganès es poden obtenir per reacció d'halogenurs de manganès (com el bromur de manganès(II) o el iodur de manganès(II)) amb compostos d'organoliti o organomagnesi en la transmetal·lació:
RM + MnX
2→ 2RMnX + MX
El iodur de manganès es pot preparar in situ a partir de manganès i iode en èter. Una reacció posterior dona el compost diorganomanganès simètric.
2RM + MnX
2→ R
2Mn + 2MX
Els organomanganats (el complex -at) són els compostos més estables:
3RM + MnX
2→ R
3MnX + 2MX
4RM + MnX
2→ R
4MnX
2+ 2MX
Els compostos organomanganès solen preparar-se en THF on són els més estables (via complexació) tot i que molts d'ells s'han de manipular a baixes temperatures. El dialquilmanganès simple es descompon per eliminació de β-hidrur en una barreja d'alcans i alquens.

### Derivats de Mn₂(CO)10
Molts complexos d'organomanganès es deriven del decacarbonil de dimanganès, Mn₂(CO)¹⁰. La bromació i la reducció amb liti produeixen BrMn(CO)₅ i LiMn(CO)₅, respectivament. Aquestes espècies són precursores dels derivats d'alquil, aril i acil:
BrMn(CO)₅ + RLi → RMn(CO)₅ + LiBr
LiMn(CO)₅ + RC(O)Cl → RC(O)Mn(CO)₅ + LiCl
RMn(CO)₅ + CO → RC(O)Mn(CO)₅
El patró general de reactivitat és anàleg al del més popular dicarbonilciclopentadienilferro.
El compost Mn(I) BrMn(CO)₅ també és el precursor de molts complexos de pi-arè:
BrMn(CO)₅ + Ag+ + C₆R₆ → [Mn(CO)₃(C₆R₆)]+ + AgBr + 2 CO
Aquests complexos de mig-sàndvitx catiònics són susceptibles a les addicions nucleòfiles per donar derivats de ciclohexadienil i arens funcionalitzats finals.

## Reaccions
La química dels compostos organometàl·lics de Mn(II) és inusual entre els metalls de transició a causa de l'alt caràcter iònic de l'enllaç Mn(II)-C. La reactivitat dels compostos d'organomanganès es pot comparar amb la dels compostos d'organomagnesi i organozinc. L'electronegativitat de Mn (1,55) és comparable a la de Mg (1,31) i Zn (1,65), fent que l'àtom de carboni (2,55) sigui nucleòfil. El potencial de reducció del Mn també és intermedi entre el Mg i el Zn.
Els halogenurs d'organomanganès reaccionen amb aldehids i cetones en alcohol, i amb el diòxid de carboni en àcid carboxílic (tolerant una temperatura de funcionament més alta que els homòlegs RLi o RMgBr corresponents). El diòxid de sofre i els isocianats es comporten com reactius suaus de Grignard. No reaccionen amb èsters, nitrils o amides. Són més sensibles als efectes estèrics que als electrònics.
Amb els halurs d'acil, els compostos RMnX formen les cetones corresponents. Aquesta reacció és quimioselectiva i s'ha aplicat en síntesi orgànica per aquest motiu.
Algunes amides de manganès del tipus RR1NMnR2 s'utilitzen per a la desprotonació de cetones formant enolats de manganès. Igual que els enolats de liti, poden reaccionar encara més amb clorurs de silil en silil enol èter, amb halogenurs d'alquil en alfa-alquilació, i amb aldehids i cetones en beta-ceto-alcohols. Els enolats de manganès també es poden obtenir per transmetal·lació d'halogenurs de manganès amb enolats de Li, Mg, K o Na.
Els halogenurs de manganès són catalitzadors en diverses reaccions d'homoacoblament i d'acoblament creuat que impliquen organoestanys i Grignards en les quals els intermedis organomanganès tenen un paper. De la mateixa manera, les reaccions d'acoblament que impliquen halogenurs d'organomanganès són catalitzades per compostos de Pd, Ni, Cu i Fe.

### Manganès activat
La pols de manganès comercial no és adequada per a la síntesi de compostos d'organomanganès. El 1996, Rieke va introduir manganès activat (vegeu metall de Rieke) obtingut per reacció de clorur de manganès(II) anhidre amb liti metàl·lic en una solució d'una quantitat catalítica de naftalè en THF.
Altres agents reductors són el grafit de potassi i el magnesi. El manganès activat facilita la versió Mn de la reacció de Barbier i l'acoblament pinacòlic.

## Compostos amb valències altes
Es coneixen diversos compostos organomanganès amb valència +3 o +4. El primer descobert (1972) va ser Mn(nor)₄ amb quatre unitats norbornil. El 1992 es va informar d'un complex octaèdric Mn(IV)(Me)₆−2, obtingut per reacció de MnMe₄(PMe₃), amb metil-liti seguida de l'addició de TMED.

## Grup 7 organometàl·lic
En el mateix grup 7 de la taula periòdica, el tecneci (Tc) és un element sintètic radioactiu i poc explorat. Els compostos d'organoreni es poden trobar amb estats d'oxidació +4 i +5. Un material de partida important és el decacarbonil de direni, que es pot sintetitzar per carbonilació de l'òxid de reni(VII). El triòxid de metilreni s'utilitza com a catalitzador.